# Solenzara (fleuve)
Pour les articles homonymes, voir Solenzara.
La Solenzara est un petit fleuve côtier français qui coule dans les départements de Haute-Corse et de Corse-du-Sud, en région Corse, et qui se jette dans la mer Tyrrhénienne, entre Aléria et Porto-Vecchio.

## Géographie
Elle naît sur le territoire de la commune de Quenza, au sud-est des aiguilles de Bavella (1 662 m), au nord du col de Bavella, à l'altitude 1 145 mètres. Elle s'appelle alors, pour Géoportail, le ruisseau de Bavella, puis le ruisseau du Renaju, le ruisseau de Vacca.
Elle prend dès le début la direction du nord-est, direction qu'elle maintient tout au long de son parcours. L'ensemble de son bassin est très peu peuplé. Elle traverse les territoires des communes de Quenza et de Sari-Solenzara en Corse-du-Sud, et de Solaro en Haute-Corse. Après avoir parcouru 22 kilomètres, elle se jette dans la mer Tyrrhénienne sur la côte orientale de l'île, à la limite entre les communes de Sari-Solenzara et de Solaro, et au nord du port de plaisance de Solenzara.
Les fleuves côtiers voisins sont au nord le Travo et au sud le Cavo.

### Communes et cantons traversés
Dans le département de la Corse-du-Sud, la Solenzara traverse les deux communes et une en Haute-Corse, dans trois cantons, dans le sens amont vers aval, de Quenza (source), Sari-Solenzara, Solaro (embouchure).
Soit en termes de cantons, la Solenzara, prend source dans le canton de Tallano-Scopamène, et a son embouchure entre le canton de Porto-Vecchio et le canton de Prunelli-di-Fiumorbo.

### Bassin versant
La Solenzara traverse une seule zone hydrographique « Cotiers du Travo au Solenzara inclus » (Y960) pour une superficie totale de 133 km2. Ce bassin versant est constitué à 95,41 % de « forêts et milieux-semi-naturels », à 3,37 % de « territoires agricoles », à 1,56 % de « territoires ertificialisés ».

### Organisme de bassinou organisme gestionnaire
L'organisme gestionnaire est le Comité de bassin de Corse, depuis la loi corse du 22 janvier 2002.

## Affluents
La Solenzara a vingt affluents référencés :
- le ruisseau de Pampalone (rg[note 1]) 2,1 km sur la seule commune de Quenza avec un affluent :
  - ----- le ruisseau de Trovone (rd) 1,4 km sur la seule commune de Quenza.
- le ruisseau de Quercitellu (rg) 2,1 km sur la seule commune de Quenza et prenant source dans la forêt communale de Conca près de la Punta di u Spechiu (1 546 m).
- ----- le ruisseau de San Petru (rd) 5,8 km sur la seule commune de Quenza parallèle, au sud-est, à la Solenzara, c'est-à-dire coulant aussi du sud-ouest vers le nord-est avec deux affluents :
  - le ravin de Volpajola (rd)
  - le ravin de Cannone (rg) avec une ancienne station hydrographique à 1 020 m d'altitude[7]
- le ruisseau de Polischellu (rg) 4,3 km sur la seule commune de Quenza, coulant de l'ouest vers l'est et ayant pris source au Bocca di Maro (1 634 m).
- la Purcaraccia (rg) 5,6 km sur la seule commune de de Quenza.
- ----- le ruisseau de Jallicu (rd) 5,3 km sur la seule commune de Sari-Solenzara avec x affluents :
  - le ruisseau de Buzzichellu (rg) 2,3 km sur la seule commune de Sari-Solenzara avec un affluent :
    - le ruisseau de Jallicellu (rg) 2,1 km sur la seule commune de Sari-Solenzara.

  - ----- le ruisseau de Cateraccia (rd) 2,3 km sur la seule commune de Sari-Solenzara.
  - le ruisseau de Ferriate (rg) 3,6 km sur la seule commune de Sari-Solenzara avec un affluent :
    - le ruisseau de Finosella (rg) 3,6 km sur la seule commune de Sari-Solenzara.

  - ----- le ruisseau de Frasselli (rd) 2,7 km sur la seule commune de Sari-Solenzara.
- le ruisseau de Fiumicelli (rg) 7,1 km  km sur les deux communes de Quenza et Solaro, avec le pont de Fiumecelli, avec deux affluents :
  - le ruisseau de Litichine (rg) 3,4 km sur la seule commune de Solaro avec deux affluents :
    - le ruisseau de Ciuntrone (rg) 1,5 km sur les deux communes de Solaro et Quenza.
    - le ruisseau de Bujacone (rg) 2 km sur les deux communes de Solaro et Quenza.

  - ----- le ruisseau de Larone (rd) 1,7 km sur les deux communes de Quenza et Solaro.
- ----- le ruisseau de Malaspina (rd) 3,1 km sur la seule commune de Sari-Solenzara et prenant source entre la punta Mezzana (562 m) et la Punta di l'Uncinutu (593 m) avec un affluent :
  - le ruisseau de Plutone (rg) 1,8 km sur la seule commune de Sari-Solenzara.
- le ruisseau de Ciuffatu (rg) 4,7 km sur la seule commune de Solaro avec un affluent :
  - le ruisseau d'Utriolu (rg) 1,6 km sur les deux communes de Sari-Solenzara et Solaro.
- ----- le ruisseau de Gaglioli (rd) 6 km sur la seule commune de Sari-Solenzara avec le pont de Gaglioli et le moulin de Gaglioli avec un affluent :
  - le ruisseau de Padulella (rg) 2,5 km sur la seule commune de Sari-Solenzara.
- le ruisseau de Buccarona (rg) 2 km sur la seule commune de Solaro.
- ----- le ruisseau de Vadina Francese (rd) 3,5 km sur la seule commune de Sari-Solenzara et prenant source près du Monastère de l'Assunta Gloriosa avec un affluent :
  - ----- le ruisseau de Prunellu (rd) 2,1 km sur la seule commune de Sari-Solenzara et prenant source près du Monte Santu (599 m).
- ----- le ruisseau de Castelluciu (rd) 3,3 km sur la seule commune de Sari-Solenzara avec le pont de Castelluciu sur la route départementale D268.
  - le ruisseau de Macchine (rg) 1,9 km sur la seule commune de Sari-Solenzara.
- le ruisseau de Scalzu (rg) 3,4 km sur la seule commune de Solaro avec un affluent :
  - le ruisseau de Fossi (rg) 2,1 km sur la seule commune de Sari-Solenzara.
- le ruisseau de Petra Grossa (rg) 2,3 km sur la seule commune de Solaro.
- ----- le ruisseau de Cannicciu (rd) 1,6 km sur la seule commune de Sari-Solenzara.
- le ruisseau de Nidicale (rg) 1,8 km sur la seule commune de Solaro.
- ----- le ruisseau de Perellu (rd) 1 km  sur la seule commune de Sari-Solenzara.
- le ruisseau de Capannelle (rg) 1,9 km  sur la seule commune de Solaro.
- ----- le ruisseau d'Olmiccia (rd) 2,5 km  sur la seule commune de Sari-Solenzara et passant au pont de Bacinu.

### Rang de Strahler
Le rang de Strahler est de quatre par le ruisseau de Fiumicelli, le ruisseau de Litichine, et le ruisseau de Ciuntrone.

## Hydrologie

### La Solenzara à Sari-Solenzara
La Solenzara a été observée depuis le 1er janvier 1988  à la station Y9605230, La Solenzara à Sari-Solenzara (Canniciu), à 19 m d'altitude, pour un bassin versant de 99,7 km2.
Le module de la Solenzara est de 2,33 m3/s à la station Canniciu de Sari-Solenzara. 

### Étiage ou basses eaux
À l'étiage, c'est-à-dire aux basses eaux, le VCN3, ou débit minimal du cours d'eau enregistré pendant trois jours consécutifs sur un mois, en cas de quinquennale sèche s'établit à 0,100 m3/s, ce qui reste très acceptable,.

### Crues
Le QIX 2 est de 290 m3/s, le QIX 5 est 520 m3/s, le QIX 10 est de 680 m3/s, le QIX 20 est de 830 m3/s, et le QIX 50 est de 1 000 m3/s.
Le débit instantané maximal a été de 1 580 m3/s le 31 octobre 1993, la hauteur maximale de 800 cm le même jour vers 23:59 heures, et toujours ce même jour, pour des observations sur 42 ans de 1974 à 2016, un débit journalier maximal de 588 m3/s

### Lame d'eau et débit spécifique
La lame d'eau écoulée dans cette partie du bassin versant de la rivière est de 739 millimètres annuellement, ce qui bien plus du double de la moyenne en France, à 300 mm/an. Le débit spécifique (Qsp) atteint 23,3 litres par seconde et par kilomètre carré de bassin.

## Danger sanitaire
Tout comme le Cavu, la rivière Solenzara est concernée par l'épidémie de bilharziose.
1 cas d'une personne s'étant baigné en août 2016 dans la Solenzara, sans s'être baigné dans le Cavu, a été confiné en 2017.
1 touriste allemand a été très probablement contaminé en 2019.